# Песоклива вапа
Песоклѝва ва̀па е връх в Рила. Издига се на 2769 m надморска височина.
Разположен е встрани от главното Мусаленско било в Маришкия поддял на Източна Рила. От юг огражда Ропалишкия циркус, а на запад се свързва с връх Овчарец. Склоновете му са стръмни и набраздени с улеи. В подножието му има иглолистни и широколистни гори, а билото е почти голо. През върха минава един от зимните варианти на маршрута между хижите „Грънчар“ и „Заварчица“.